# Barvinivka, Znameanka
Barvinivka (în ucraineană Барвінівка) este un sat în comuna Kazarnea din raionul Znameanka, regiunea Kirovohrad, Ucraina.

## Demografie
Componența lingvistică a localității Barvinivka
     Ucraineană (92,86%)
     Belarusă (4,29%)
     Rusă (2,86%)
Conform recensământului din 2001, majoritatea populației localității Barvinivka era vorbitoare de ucraineană (92,86%), existând în minoritate și vorbitori de belarusă (4,29%) și rusă (2,86%).